# Bryceella stylata
Bryceella stylata is een raderdiertjessoort uit de familie Proalidae. De wetenschappelijke naam van deze soort is voor het eerst geldig gepubliceerd in 1886 door Milne.